# Feng Chun-kai
Feng Chun-kai (Contea di Miaoli, 2 novembre 1988) è un ciclista su strada e pistard taiwanese che corre per il team Utsonomiya Blitzen.
Professionista dal 2010, è diventato il primo ciclista taiwanese della storia a gareggiare in una formazione World Tour, la Lampre-Merida, e a correre la Parigi-Roubaix e il Giro delle Fiandre. Ha inoltre partecipato a due edizioni dei Giochi olimpici, Pechino 2008 (nella corsa a punti su pista) e Tokyo 2020 (nella corsa in linea su strada).

## Palmarès

### Strada
- 2013 (Champion System Pro Cycling Team, due vittorie)

Campionati taiwanesi, Prova in linea
Campionati taiwanesi, Prova a cronometro
- 2014 (Team Gusto, due vittorie)

Campionati taiwanesi, Prova in linea
3ª tappa Tour of Thailand (Sukhothai > Lampang)
- 2015 (Lampre-Merida, due vittorie)

Campionati taiwanesi, Prova in linea
Campionati taiwanesi, Prova a cronometro
- 2019 (Bahrain Merida, una vittoria)

Campionati taiwanesi, Prova a cronometro
- 2024 (Utsunomiya Blitzen, due vittorie)

Campionati taiwanesi, Prova in linea
Campionati taiwanesi, Prova a cronometro

#### Altri successi
- 2012 (Action Cycling Team)

Classifica scalatori Tour de Taiwan
Classifica scalatori Le Tour de Filipinas
Classifica scalatori Tour of Fuzhou
- 2013 (Champion System Pro Cycling Team)

Classifica scalatori Tour de Taiwan
- 2014 (Team Gusto)

Classifica scalatori Tour de Taiwan

### Pista
- 2008

Track Asia Cup, Inseguimento individuale (Bangkok)
Track Asia Cup, Americana (Bangkok, con Wu Po-hung)
- 2009

Track Asia Cup, Inseguimento individuale (Bangkok)
- 2012

Campionati asiatici, Scratch (Kuala Lumpur)
- 2023

Campionati taiwanesi, Scratch
Campionati taiwanesi, Omnium

## Piazzamenti

### Classiche monumento
- Giro delle Fiandre

2016: ritirato
2017: ritirato
2020: ritirato
- Parigi-Roubaix

2015: ritirato
2016: ritirato
2022: ritirato

### Competizioni mondiali
- Campionati del mondo su strada

Yorkshire 2019 - Cronometro Elite: 44º
- Campionati del mondo su pista

Manchester 2008 - Inseguimento individuale: 23º
- Giochi olimpici

Pechino 2008 - Corsa a punti: ritirato
Tokyo 2020 - In linea: ritirato

### Competizioni continentali
- Campionati asiatici su strada

Nara 2008 - In linea Elite: ritirato
Tenggarong 2009 - In linea Elite: 16º
Sharja 2010 - Cronometro Elite: 7º
Kuala Lumpur 2012 - In linea Elite: 10º
Nuova Delhi 2013 - Cronometro Elite: 7º
Astana 2014 - Cronometro Elite: 8º
Astana 2014 - In linea Elite: 25º
Nakhon Ratchasima 2015 - Cronometro Elite: 9º
Nakhon Ratchasima 2015 - In linea Elite: 21º
Izu 2016 - Cronometro Elite: 8º
Izu 2016 - In linea Elite: 5º
Naypyidaw 2018 - Cronometro Elite: 9º
Naypyidaw 2018 - In linea Elite: 9º
Taškent 2019 - Cronometro Elite: 2º
Taškent 2019 - In linea Elite: 3º
Rayong 2023 - In linea Elite: 42º
Baan Rak Thai 2025 - Cronometro Elite: 3º
Baan Rak Thai 2025 - In linea Elite: 21º
- Campionati asiatici su pista

Nara 2008 - Inseguimento individuale: 4º
Nara 2008 - Corsa a punti: 6º
Nara 2008 - Americana: 6º
Tenggarong 2009 - Inseguimento individuale: 3º
Tenggarong 2009 - Americana: 5º
Sharjah 2010 - Inseguimento individuale: 2º
Nakhon Ratchasima 2011 - Inseguimento individuale: 7º
Kuala Lumpur 2012 - Inseguimento individuale: 4º
Kuala Lumpur 2012 - Scratch: vincitore
Nuova Delhi 2013 - Inseguimento individuale: 4º
Nuova Delhi 2013 - Omnium: 6º
Nilai 2018 - Corsa a punti: 6º
Nilai 2018 - Americana: 6º
Malaysia 2025 - Velocità a squadre: 2º
- Giochi asiatici

Canton 2010 - Inseguimento individuale: 9º
Giacarta-Palembang 2018 - In linea: 11º
Giacarta-Palembang 2018 - Cronometro: 5º